# 天狗岳
天狗岳（てんぐだけ）は、長野県茅野市にある八ヶ岳連峰の山である。

## 概要
八ヶ岳連峰は夏沢峠を境に南側を南八ヶ岳（狭義の八ヶ岳）、北側を北八ヶ岳と呼ぶが、天狗岳はこの北八ヶ岳の最高峰である。山頂部は300mほどの間隔を置いて東西に分かれ、西天狗岳と東天狗岳と称する。東天狗岳の標高は2,640mで、西天狗岳の標高は2,645.8mで2つのピークが存在し東天狗岳の山頂を八ヶ岳の主縦走路が通っている。
北八ヶ岳はなだらかな山容と深い針葉樹林、点在する湖などに特徴があるが、天狗岳はその中にあって唯一、南八ヶ岳に近い険しい山容をしている。日本二百名山のひとつ。

## 登山

### 登山道
西側は奥蓼科温泉郷の渋ノ湯から、および唐沢鉱泉から、東側は稲子湯から本沢温泉を経由する登山道がある。また、八ヶ岳の主縦走路が東天狗岳の山頂を通っている。
渋ノ湯からの登山道が主縦走路と合流する地点である中山峠のすぐ西にある黒百合平に、黒百合ヒュッテがある。この黒百合平から山頂までは二本の登山道があるが、その西側の登山道を通ると、「天狗の奥庭」と呼ばれる一帯を通過する。奇形の岩と丈の低い針葉樹、小さな池を配した天然の庭園のような一帯である。

### 山小屋
- 黒百合ヒュッテ
- 本沢温泉
- 唐沢鉱泉
- 渋御殿湯温泉

## 関連画像

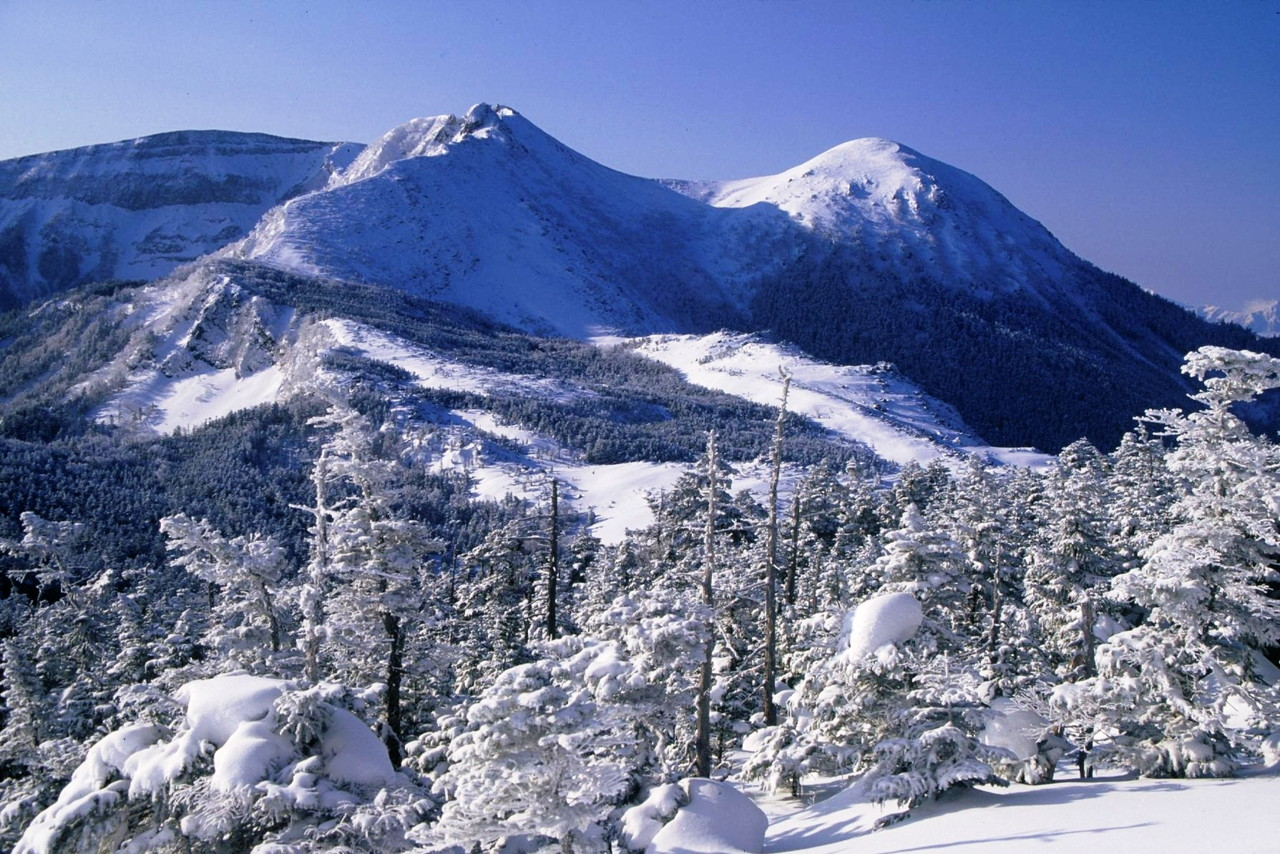
中山付近より望む厳冬期の天狗岳、左が東天狗岳、右が西天狗岳
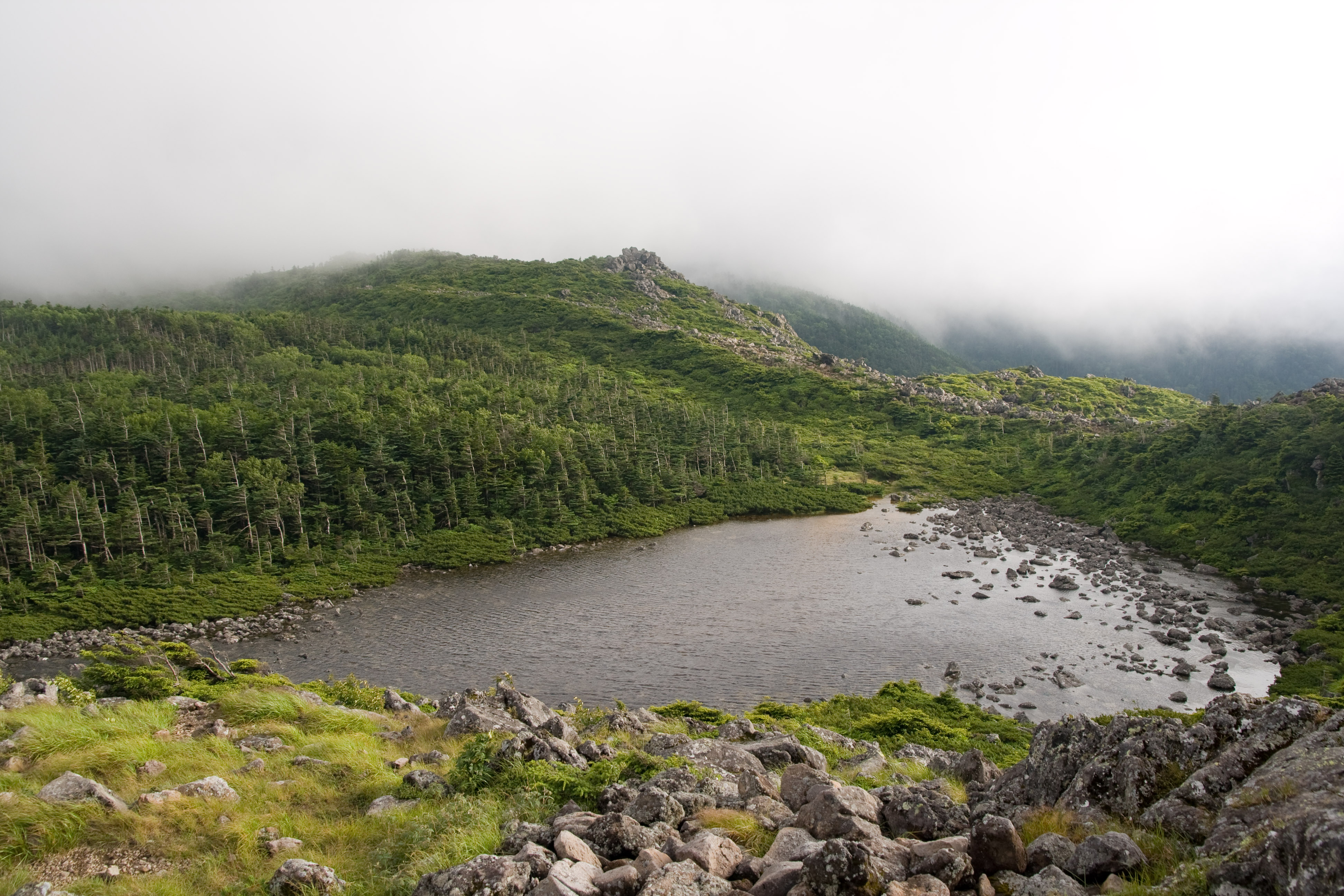
天狗の奥庭にあるスリバチ池
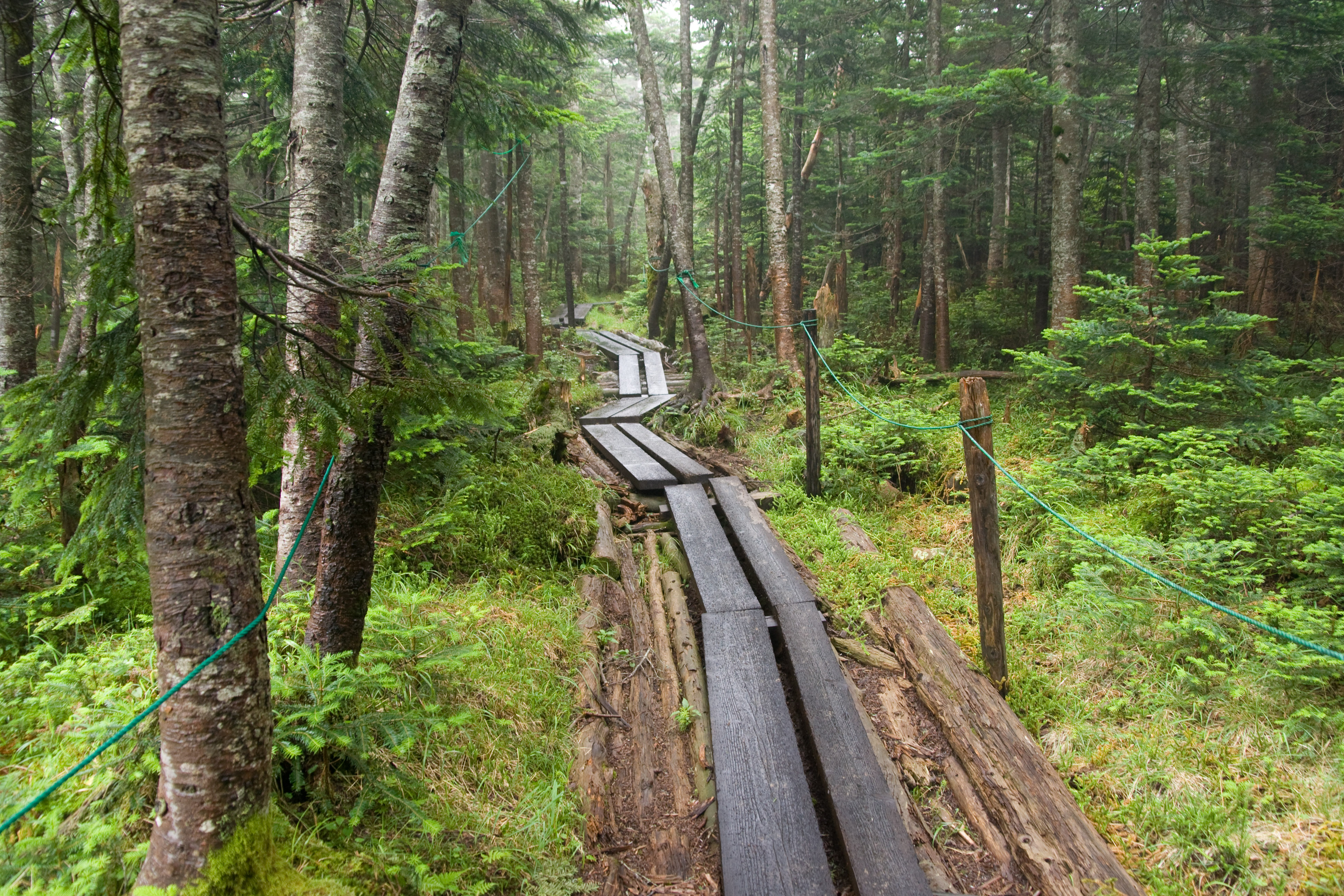
黒百合平の登山道
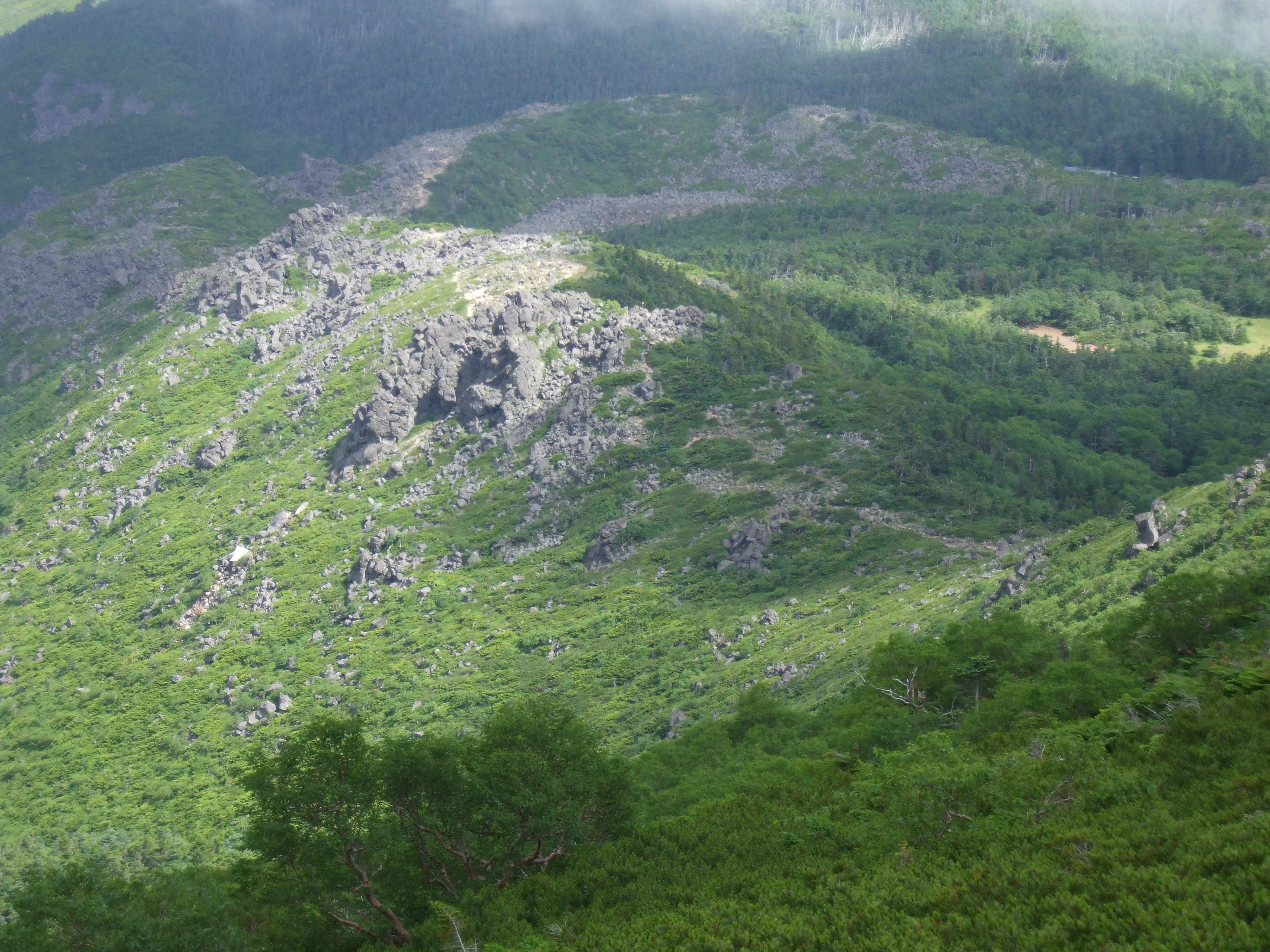
山頂部より見た天狗の奥庭
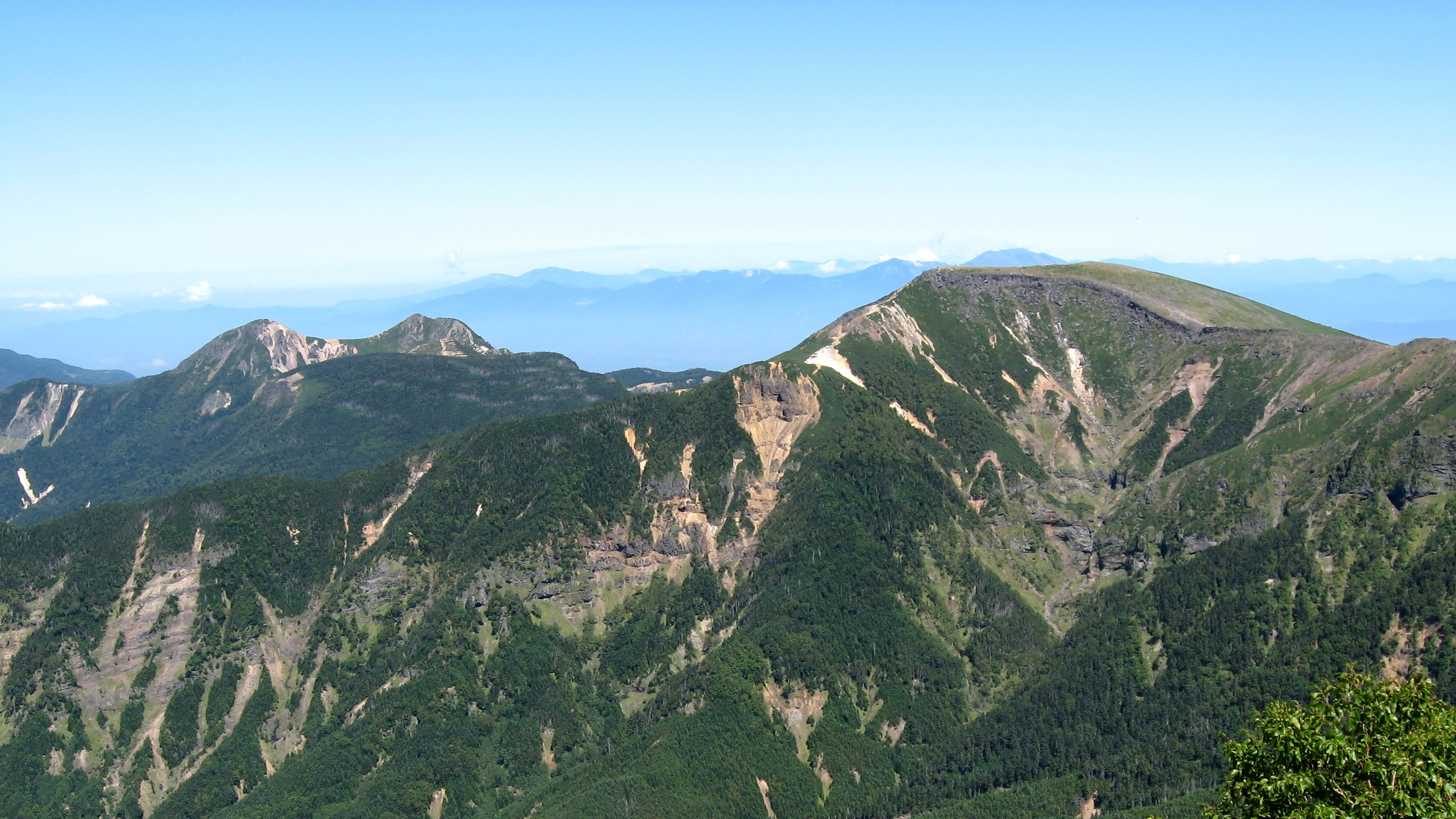
阿弥陀岳より望む天狗岳(左) と硫黄岳(右)